# Disemma timorensis
Disemma timorensis là một loài thực vật có hoa trong họ Lạc tiên. Loài này được (Blume) Miq. mô tả khoa học đầu tiên năm 1856.